# Brodersdorf
Brodersdorf település Németországban, Schleswig-Holstein tartományban. Lakosainak száma 404 fő (2023. december 31.).

## Népesség
A település népességének változása:
| Lakosok száma | 317  | 418  | 407  | 397  | 394  | 405  | 404  |
|               | 1975 | 2014 | 2017 | 2019 | 2021 | 2022 | 2023 |